# ستيف إيفانز (لاعب كرة قاعدة)
ستيف إيفانز (بالإنجليزية: Steve Evans)‏ هو لاعب كرة قاعدة أمريكي، ولد في 17 فبراير 1885 في كليفلاند في الولايات المتحدة، وتوفي بنفس المكان في 28 ديسمبر 1943.

## وصلات خارجية
- ستيف إيفانز على موقعبيزبول رفرنس.كوم (الدوري الرئيسي) (الإنجليزية)
- ستيف إيفانز على موقعبيزبول رفرنس.كوم (الدوري الثانوي) (الإنجليزية)